# Rush D. Holt, Jr.
Rush Dew Holt, Jr. (Weston, 15 ottobre 1948) è un politico e fisico statunitense, membro della Camera dei Rappresentanti per lo stato del New Jersey dal 1999 al 2015.

## Biografia
Figlio del senatore democratico Rush D. Holt, Sr., dopo la laurea in fisica si dedicò alla carriera accademica e in seguito lavorò per il Princeton Plasma Physics Laboratory e per il Dipartimento di Stato.
Nel 1998 venne eletto alla Camera sconfiggendo il deputato repubblicano in carica da un solo mandato Michael James Pappas. Negli anni successivi venne sempre riconfermato dagli elettori, finché nel 2014 annunciò il suo ritiro e venne succeduto dalla compagna di partito Bonnie Watson Coleman.
Holt è giudicato un democratico molto liberale e faceva parte del Congressional Progressive Caucus e della New Democrat Coalition. Era inoltre l'unico quacchero al Congresso.